# Административно-территориальное деление Приднестровской Молдавской Республики

Административно-территориальное деление Приднестровской Молдавской Республики в текущем виде определяется Конституцией и законом ПМР № 155-З-III САЗ 02-29 от 17 июля 2002 года «Об административно-территориальном устройстве Приднестровской Молдавской Республики». Закон выделяет два уровня административно-территориального деления. На высшем уровне находятся 5 районов и 4 города, являющихся самостоятельными административно-территориальными единицами. На первичном уровне находятся 3 города местного значения и 1 город-спутник, 142 села, 12 посёлков и 74 сельсовета, являющихся объединением одного или нескольких сёл и посёлков. Часть заявленной территории ПМР не контролируется местными властями. В соответствии с законодательством Республики Молдова, в состав которой по международному праву входит территория ПМР, заявленная территория последней разделена между административно-территориальными единицами левобережья Днестра, муниципием Бендер (контролируются ПМР) и несколькими коммунами и сёлами, не образующими их, районов Дубэсарь, Анений Ной и Кэушень (за исключением сёл Роги, Васильевка, Гыска, Кицкань, Меренешть и Захорна, контролируются Молдовой).

## Типы административно-территориальных единиц

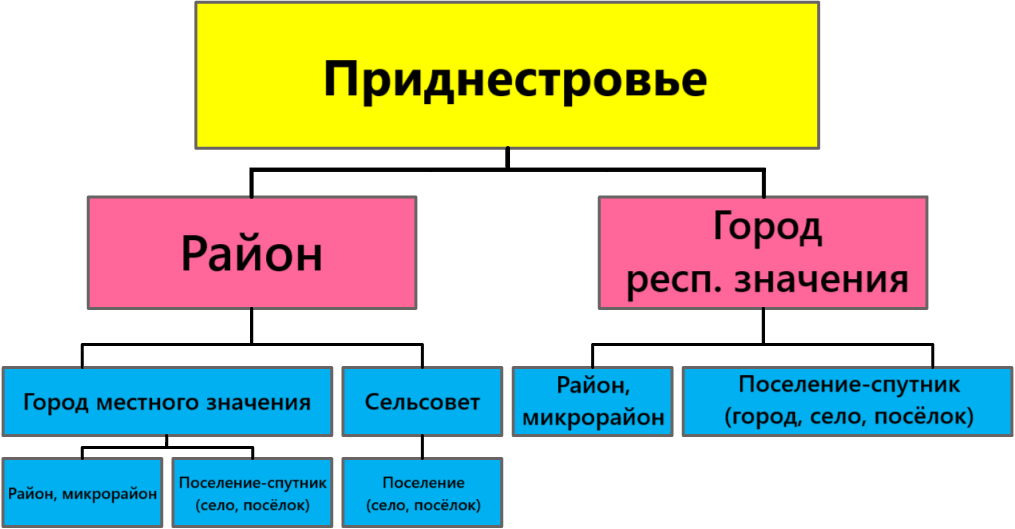
Схема административно-территориального устройства ПМР

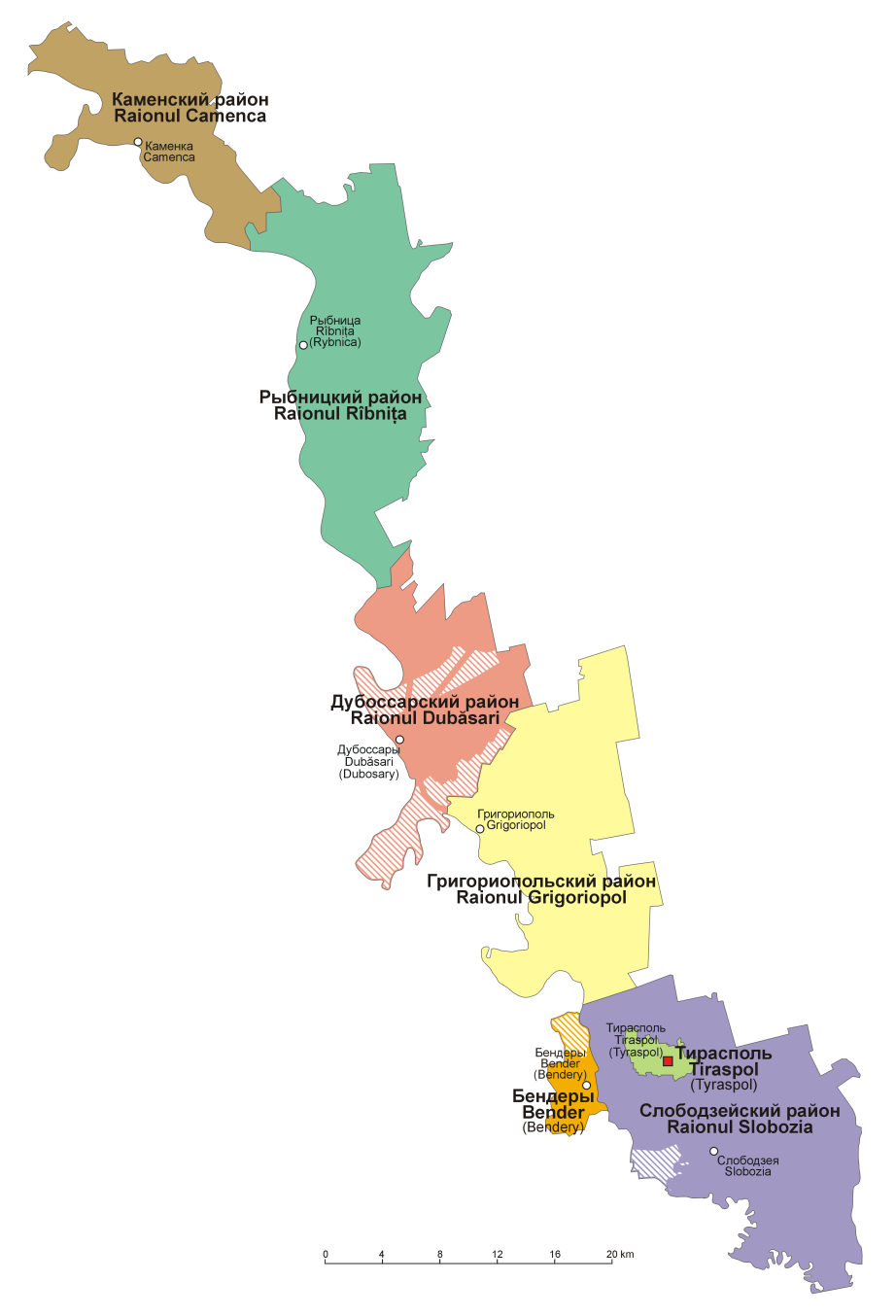
Карта административно-территориального деления ПМР

Административно-территориальными единицами первичного уровня являются города местного значения, сельсоветы, посёлки и сёла. Село является административно-территориальной единицей, объединяющей сельское население на основе общности территории, географических условий, экономических и социально-культурных связей, традиций и обычаев. Одно или несколько сёл (а также посёлки), в зависимости от экономических, социально-культурных, географических и демографических условий, могут объединиться и образовать одну административно-территориальную единицу первичного уровня — сельсовет. Село, в котором расположены представительные и исполнительные органы местного самоуправления сельсовета, называется административным центром. Также посёлки могут не образовывать отдельный сельсовет и непосредственно входить в район. Район является административно-территориальной единицей высшего уровня, включающей города местного значения, сельсоветы и посёлки, объединённые территорией, экономическими и социально-культурными связями. Город, в котором расположена государственная администрация района, является административным центром. Район носит его наименование.
Город является более развитой по сравнению с селом в экономическом и социально-культурном отношении административно-территориальной единицей, которая объединяет городское население, имеет соответствующую инфраструктуру, промышленные и торговые структуры. Большая часть городского населения занята в промышленном производстве, сфере обслуживания населения, различных областях интеллектуальной деятельности, культурной и политической жизни. Закон «Об административно-территориальном устройстве Приднестровской Молдавской Республики» выделяет следующие статусы городов: город-столица, город, являющийся самостоятельной административно-территориальной единицей, город местного значения и город-спутник. Первый является столицей Приднестровской Молдавской Республики, и в соответствии с Конституцией таковым является город Тирасполь. Город, являющийся самостоятельной административно-территориальной единицей, — исходя из названия, — равная району единица высшего уровня административно-территориального устройства страны, которая также может являться его административным центром (к ней относятся города Тирасполь, Бендеры, Дубоссары, Рыбница). Город местного значения — город, входящий в состав района и являющийся его административным центром (таковыми являются Григориополь, Каменка, Слободзея). Город-спутник — населённый пункт, входящий в состав города, являющегося самостоятельной административно-территориальной единицей (Днестровск). Территория городов непосредственно подразделяется на городские микрорайоны и районы и другие населённые пункты (поселения-спутники, которыми могут являться города, сёла и посёлки), которые составляют в системе административно-территориального устройства ПМР первичный уровень.
Перечень всех населённых пунктов, сельсоветов и районов на трёх официальных языках (молдавском, русском и украинском) представлен в Государственном реестре «Административно-территориальное устройство Приднестровской Молдавской Республики», являющемся справочным приложением к закону «Об административно-территориальном устройстве Приднестровской Молдавской Республики». Также законом утверждён Государственный реестр совместимых ранее употребляемых наименований административно-территориального единиц, указанных в данном списке в скобках.

### Молдавское законодательство
Административно-территориальное устройство Республики Молдова осуществляется в двух уровнях: сёла (коммуны) и города (муниципии) составляют первый уровень, районы, муниципии Кишинэу и Бэлць — второй уровень, а автономное территориальное образование Гагаузия имеет особый уровень управления. Село является административно-территориальной единицей, объединяющей сельское население на основе общности территории, географических условий, экономических и социально-культурных связей, традиций и обычаев. Несколько сёл, в зависимости от экономических, социально-культурных, географических и демографических условий, могут объединиться и образовать одну административно-территориальную единицу первого уровня — коммуну. Село, в котором расположен совет коммуны, называется селом-резиденцией. Также сёла могут быть частью города и не образовывать отдельно административно-территориальной единицы первого уровня.
Город является более развитой по сравнению с селом в экономическом и социально-культурном отношении административно-территориальной единицей, которая объединяет городское население, имеет соответствующую инфраструктуру, промышленные и торговые структуры. Город, в котором расположен районный совет, называется городом-резиденцией. В соответствии с молдавским законодательством некоторые города могут быть признаны муниципиями. Муниципий является населённым пунктом городского типа, играющим особую роль в экономической, социально-культурной, научной, политической и административной жизни страны и имеющим важные промышленные и торговые структуры, учреждения образования, здравоохранения и культуры. Район является административно-территориальной единицей, включающей сёла (коммуны) и города, объединённые территорией, экономическими и социально-культурными связями. Город, в котором расположен районный совет, является городом-резиденцией. Район носит наименование города-резиденции.
В составе Республики Молдова выделяются т. н. административно-территориальные единицы левобережья Днестра, которые включают в себя муниципий Тирасполь, города, сёла и коммуны. При этом в Конституции и законе «Об административно-территориальном устройстве Республики Молдова» указано, что особый статус автономии населённых пунктов левобережья Днестра будет установлен отдельным органическим законом.

## Административно-территориальные единицы высшего уровня
| Название                                                                       | Адм. центр   | Площ.  | Нас.   | Гор. | Пос. | Сёл | НП  |
| ------------------------------------------------------------------------------ | ------------ | ------ | ------ | ---- | ---- | --- | --- |
| Города, являющиеся самостоятельными административно-территориальными единицами |              |        |        |      |      |     |     |
| Бендеры                                                                        | Бендеры      | 97,29  | 89248  | 1    | 0    | 3   | 4   |
| Дубоссары                                                                      | Дубоссары    | ↓      | ↓      | 1    | 0    | 0   | 1   |
| Рыбница                                                                        | Рыбница      | ↓      | 43987  | 1    | 0    | 0   | 1   |
| Тирасполь                                                                      | Тирасполь    | 55,56  | 138589 | 2    | 1    | 1   | 4   |
| Районы                                                                         |              |        |        |      |      |     |     |
| Григориопольский район                                                         | Григориополь | 822    | 38536  | 1    | 4    | 24  | 29  |
| Дубоссарский район                                                             | Дубоссары    | 476    | 30658  | 0    | 0    | 27  | 27  |
| Каменский район                                                                | Каменка      | 434,5  | 19193  | 1    | 1    | 21  | 23  |
| Рыбницкий район                                                                | Рыбница      | 875,2  | 23100  | 0    | 1    | 45  | 46  |
| Слободзейский район                                                            | Слободзея    | 872,49 | 82526  | 1    | 5    | 21  | 27  |
| Всего                                                                          | Всего        | 4163   | 465837 | 8    | 12   | 142 | 162 |

## Административно-территориальные единицы первичного уровня
Бежевым цветом выделены сёла, на которые претендует Приднестровская Молдавская Республика, но в соответствии с законодательством которой они находятся под «временным управлением институциональных органов Республики Молдова».
Знаком ★ обозначается административный центр сельского Совета и поселкового Совета, действующего на правах сельского.
| Название                                                       | Состав                                                          | Название и статус в законодательстве Республики Молдова                                                                       |
| -------------------------------------------------------------- | --------------------------------------------------------------- | --- |
| Бендеры                                                        |                                                                 | |
| село Варница                                                   | село Варница                                                    | Село Варница (рум. Varniţa) в составе района Анений Ной                                                                       |
| село Гыска (село Гиска)                                        | село Гыска (село Гиска)                                         | Село Гыска (рум. Gîsca) в составе района Кэушень                                                                              |
| село Протягайловка                                             | село Протягайловка                                              | Село Протягайловка (рум. Proteagailovca) в составе муниципия Бендер                                                           |
| Тирасполь                                                      |                                                                 | |
| город-спутник Днестровск                                       | город-спутник Днестровск                                        | Город Днестровск (рум. Dnestrovsc) в составе АТЕ левобережья Днестра                                                          |
| посёлок Ново-Тираспольский (посёлок Новотираспольский)         | посёлок Ново-Тираспольский (посёлок Новотираспольский)          | Город Тирасполул Ноу (рум. Tiraspolul Nou) в составе АТЕ левобережья Днестра                                                  |
| село Кременчуг                                                 | село Кременчуг                                                  | Село Кременчуг (рум. Cremenciug) в составе района Кэушень                                                                     |
| Григориопольский район                                         |                                                                 | |
| город Григориополь                                             | город Григориополь                                              | Город Григориополь (рум. Grigoriopol) в составе АТЕ левобережья Днестра                                                       |
| город Григориополь                                             | село Делакеу                                                    | Село Делакэу (рум. Delacău) в составе коммуны Делакэу, входящей в АТЕ левобережья Днестра                                     |
| город Григориополь                                             | село Красное                                                    | Село Красное (рум. Crasnoe) в составе города Григориополь, входящего в АТЕ левобережья Днестра                                |
| город Григориополь                                             | село Красная Горка                                              | Село Красная Горка (рум. Crasnaia Gorca) в составе коммуны Делакэу, входящей в АТЕ левобережья Днестра                        |
| посёлок Маяк                                                   | посёлок Маяк                                                    | Город Маяк (рум. Maiac) в составе АТЕ левобережья Днестра                                                                     |
| Буторский сельсовет                                            | ★ село Бутор                                                    | Село Бутор (рум. Butor) в составе коммуны Бутор, входящей в АТЕ левобережья Днестра                                           |
| Буторский сельсовет                                            | село Индия                                                      | Село Индия (рум. India) в составе коммуны Бутор, входящей в АТЕ левобережья Днестра                                           |
| Бычковский сельсовет                                           | ★ село Бычок                                                    | Село Бычок (рум. Bîcioc) в составе коммуны Бычок, входящей в АТЕ левобережья Днестра                                          |
| Бычковский сельсовет                                           | село Ново-Владимировка                                          | Село Нововладимировка (рум. Novovladimirovca) в составе коммуны Бычок, входящей в АТЕ левобережья Днестра                     |
| Винограднянский сельсовет                                      | ★ село Виноградное                                              | Село Виноградное (рум. Vinogradnoe) в составе АТЕ левобережья Днестра                                                         |
| Глинойский сельсовет                                           | ★ посёлок Глиное                                                | Село Хлиная (рум. Hlinaia) в составе АТЕ левобережья Днестра                                                                  |
| Гыртопский сельсовет                                           | ★ село Гыртоп                                                   | Село Хыртоп (рум. Hîrtop) в составе коммуны Хыртоп, входящей в АТЕ левобережья Днестра                                        |
| Гыртопский сельсовет                                           | село Мариян                                                     | Село Мариан (рум. Marian) в составе коммуны Хыртоп, входящей в АТЕ левобережья Днестра                                        |
| Кармановский сельсовет                                         | ★ посёлок Карманово                                             | Село Карманова (рум. Carmanova) в составе коммуны Карманова, входящей в АТЕ левобережья Днестра                               |
| Кармановский сельсовет                                         | село Котовка                                                    | Село Котовка (рум. Cotovca) в составе коммуны Карманова, входящей в АТЕ левобережья Днестра                                   |
| Кармановский сельсовет                                         | село Мочаровка                                                  | Село Мочаровка (рум. Mocearovca) в составе коммуны Карманова, входящей в АТЕ левобережья Днестра                              |
| Кармановский сельсовет                                         | село Федосеевка                                                 | Село Федосеевка (рум. Fedoseevca) в составе коммуны Карманова, входящей в АТЕ левобережья Днестра                             |
| Колосовский сельсовет                                          | ★ посёлок Колосово                                              | Село Колосова (рум. Colosova) в составе коммуны Колосова, входящей в АТЕ левобережья Днестра                                  |
| Колосовский сельсовет                                          | село Красная Бессарабия                                         | Село Красная Бессарабия (рум. Crasnaia Besarabia) в составе коммуны Колосова, входящей в АТЕ левобережья Днестра              |
| Колосовский сельсовет                                          | село Победа                                                     | Село Победа (рум. Pobeda) в составе коммуны Колосова, входящей в АТЕ левобережья Днестра                                      |
| Красногорский сельсовет                                        | ★ село Красногорка                                              | Село Красногорка (рум. Crasnogorca) в составе АТЕ левобережья Днестра                                                         |
| Малаештский сельсовет                                          | ★ село Малаешты                                                 | Село Мэлэешть (рум. Mălăieşti) в составе коммуны Мэлэешть, входящей в АТЕ левобережья Днестра                                 |
| Малаештский сельсовет                                          | село Черница                                                    | Село Черница (рум. Cerniţa) в составе коммуны Мэлэешть, входящей в АТЕ левобережья Днестра                                    |
| Спейский сельсовет                                             | ★ село Спея                                                     | Село Спея (рум. Speia) в составе АТЕ левобережья Днестра                                                                      |
| Ташлыкский сельсовет                                           | ★ село Ташлык                                                   | Село Ташлык (рум. Taşlîc) в составе АТЕ левобережья Днестра                                                                   |
| Тейский сельсовет                                              | ★ село Тея                                                      | Село Тею (рум. Teiu) в составе коммуны Тею, входящей в АТЕ левобережья Днестра                                                |
| Тейский сельсовет                                              | село Токмазея                                                   | Село Токмаджиу (рум. Tocmagiu) в составе коммуны Тею, входящей в АТЕ левобережья Днестра                                      |
| Шипкинский сельсовет                                           | село Весёлое                                                    | Село Весёлое (рум. Vesioloe) в составе коммуны Шипка, входящей в АТЕ левобережья Днестра                                      |
| Шипкинский сельсовет                                           | ★ село Шипка                                                    | Село Шипка (рум. Şipca) в составе коммуны Шипка, входящей в АТЕ левобережья Днестра                                           |
| Дубоссарский район                                             |                                                                 | |
| Дзержинский сельсовет                                          | ★ село Дзержинское                                              | Село Дзержинское (рум. Dzerjinscoe) в составе АТЕ левобережья Днестра                                                         |
| Дойбанский сельсовет                                           | ★ село Дойбаны I (село Дойбаны-I село Дойбаны 1 село Дойбаны-1) | Село Дойбань I (рум. Doibani I) в составе коммуны Дойбань I, входящей в АТЕ левобережья Днестра                               |
| Дойбанский сельсовет                                           | село Дойбаны II (село Дойбаны-II село Дойбаны 2 село Дойбаны-2) | Село Дойбань II (рум. Doibani II) в составе коммуны Дойбань I, входящей в АТЕ левобережья Днестра                             |
| Дойбанский сельсовет                                           | село Койково                                                    | Село Койкова (рум. Coicova) в составе коммуны Дойбань I, входящей в АТЕ левобережья Днестра                                   |
| Дороцкий сельсовет                                             | ★ село Дороцкое                                                 | Село Дороцкая (рум. Doroţcaia) в составе района Дубэсарь                                                                      |
| Дубовский сельсовет                                            | ★ село Дубово                                                   | Село Дубэу (рум. Dubău) в составе коммуны Дубэу, входящей в АТЕ левобережья Днестра                                           |
| Дубовский сельсовет                                            | село Новые Гояны (село Новый Гоян)                              | Село Гоянул Ноу (рум. Goianul Nou) в составе коммуны Дубэу, входящей в АТЕ левобережья Днестра                                |
| Гармацкий сельсовет                                            | ★ село Гармацкое (село Хармацкое)                               | Село Хармацка (рум. Harmaţca) в составе АТЕ левобережья Днестра                                                               |
| Гоянский сельсовет                                             | ★ село Гояны (село Гоян)                                        | Село Гоян (рум. Goian) в составе коммуны Гоян, входящей в АТЕ левобережья Днестра                                             |
| Гоянский сельсовет                                             | село Ягорлык                                                    | Село Ягорлык (рум. Iagorlîc) в составе коммуны Гоян, входящей в АТЕ левобережья Днестра                                       |
| Кочиерский сельсовет                                           | село Васильевка                                                 | Село Васильевка (рум. Vasilievca) в составе коммуны Кочиерь, входящей в район Дубэсарь                                        |
| Кочиерский сельсовет                                           | ★ село Кочиеры (село Кочиерь)                                   | Село Кочиерь (рум. Cocieri) в составе коммуны Кочиерь, входящей в район Дубэсарь                                              |
| Кочиерский сельсовет                                           | село Новая Моловата (село Новая Маловата)                       | Село Моловата Ноуэ (рум. Molovata Nouă) в составе коммуны Моловата Ноуэ, входящей в район Дубэсарь                            |
| Кошницкий сельсовет                                            | ★ село Кошница                                                  | Село Кошница (рум. Coşniţa) в составе коммуны Кошница, входящей в район Дубэсарь                                              |
| Кошницкий сельсовет                                            | село Погребя                                                    | Село Похребя (рум. Pohrebea) в составе коммуны Кошница, входящей в район Дубэсарь                                             |
| Красновиноградарский сельсовет                                 | село Афанасьевка                                                | Село Афанасьевка (рум. Afanasievca) в составе коммуны Красный Виноградарь, входящей в АТЕ левобережья Днестра                 |
| Красновиноградарский сельсовет                                 | село Калиновка                                                  | Село Калиновка (рум. Calinovca) в составе коммуны Красный Виноградарь, входящей в АТЕ левобережья Днестра                     |
| Красновиноградарский сельсовет                                 | ★ село Красный Виноградарь                                      | Село Красный Виноградарь (рум. Crasnîi Vinogradari) в составе коммуны Красный Виноградарь, входящей в АТЕ левобережья Днестра |
| Красновиноградарский сельсовет                                 | село Новая Александровка                                        | Село Александровка Ноуэ (рум. Alexandrovca Nouă) в составе коммуны Красный Виноградарь, входящей в АТЕ левобережья Днестра    |
| Красновиноградарский сельсовет                                 | село Новая Лунга                                                | Село Лунга Ноуэ (рум. Lunga Nouă) в составе коммуны Красный Виноградарь, входящей в АТЕ левобережья Днестра                   |
| Ново-Комиссаровский сельсовет                                  | село Боска                                                      | Село Боска (рум. Bosca) в составе коммуны Комисаровка Ноуэ, входящей в АТЕ левобережья Днестра                                |
| Ново-Комиссаровский сельсовет                                  | ★ село Ново-Комиссаровка (село Комисаровка Ноуэ)                | Село Комисаровка Ноуэ (рум. Comisarovca Nouă) в составе коммуны Комисаровка Ноуэ, входящей в АТЕ левобережья Днестра          |
| Ново-Комиссаровский сельсовет                                  | село Новая Кошница                                              | Село Кошница Ноуэ (рум. Coşniţa Nouă) в составе коммуны Комисаровка Ноуэ, входящей в АТЕ левобережья Днестра                  |
| Ново-Комиссаровский сельсовет                                  | село Новая Погребя                                              | Село Похребя Ноуэ (рум. Pohrebea Nouă) в составе коммуны Комисаровка Ноуэ, входящей в АТЕ левобережья Днестра                 |
| Пырытский сельсовет                                            | ★ село Пырыта                                                   | Село Пырыта (рум. Pîrîta) в составе района Дубэсарь                                                                           |
| Роговский сельсовет                                            | ★ село Роги                                                     | Село Роги (рум. Roghi) в составе коммуны Моловата Ноуэ, входящей в район Дубэсарь                                             |
| Цыбулевский сельсовет                                          | ★ село Цыбулёвка (село Цыбулеука)                               | Село Цыбулеука (рум. Ţîbuleuca) в составе АТЕ левобережья Днестра                                                             |
| Каменский район                                                |                                                                 | |
| город Каменка                                                  | город Каменка                                                   | Город Каменка (рум. Camenca) в составе АТЕ левобережья Днестра                                                                |
| город Каменка                                                  | посёлок Солнечный (посёлок Солнечное)                           | Село Солнечное (рум. Solnecinoe) в составе города Каменка, входящего в АТЕ левобережья Днестра                                |
| Валя-Адынкский сельсовет                                       | ★ село Валя-Адынка (село Валя-Адынке село Валя-Адынкэ)          | Село Валя Адынкэ (рум. Valea Adîncă) в составе коммуны Валя Адынкэ, входящей в АТЕ левобережья Днестра                        |
| Валя-Адынкский сельсовет                                       | село Константиновка                                             | Село Константиновка (рум. Constantinovca) в составе коммуны Валя Адынкэ, входящей в АТЕ левобережья Днестра                   |
| Грушковский сельсовет                                          | ★ село Грушка                                                   | Село Хрушка (рум. Hruşca) в составе коммуны Хрушка, входящей в АТЕ левобережья Днестра                                        |
| Грушковский сельсовет                                          | село Фрунзовка                                                  | Село Фрунзэука (рум. Frunzăuca) в составе коммуны Хрушка, входящей в АТЕ левобережья Днестра                                  |
| Катериновский сельсовет                                        | ★ село Катеринковка                                             | Село Катериновка (рум. Caterinovca) в составе коммуны Катериновка, входящей в АТЕ левобережья Днестра                         |
| Катериновский сельсовет                                        | село Садки                                                      | Село Садки (рум. Sadchi) в составе коммуны Катериновка, входящей в АТЕ левобережья Днестра                                    |
| Краснооктябрьский сельсовет                                    | село Александровка                                              | Село Александровка (рум. Alexandrovca) в составе коммуны Красный Октябрь, входящей в АТЕ левобережья Днестра                  |
| Краснооктябрьский сельсовет                                    | ★ село Красный Октябрь                                          | Село Красный Октябрь (рум. Crasnîi Octeabri) в составе коммуны Красный Октябрь, входящей в АТЕ левобережья Днестра            |
| Кузьминский сельсовет                                          | село Войтовка (село Войтока)                                    | Село Войтовка (рум. Voitovca) в составе коммуны Кузмин, входящей в АТЕ левобережья Днестра                                    |
| Кузьминский сельсовет                                          | ★ село Кузьмин                                                  | Село Кузмин (рум. Cuzmin) в составе коммуны Кузмин, входящей в АТЕ левобережья Днестра                                        |
| Окницкий сельсовет                                             | ★ село Окница                                                   | Село Окница (рум. Ocniţa) в составе АТЕ левобережья Днестра                                                                   |
| Подойменский сельсовет                                         | ★ село Подойма                                                  | Село Подойма (рум. Podoima) в составе коммуны Подойма, входящей в АТЕ левобережья Днестра                                     |
| Подойменский сельсовет                                         | село Подоймица                                                  | Село Подоймица (рум. Podoimiţa) в составе коммуны Подойма, входящей в АТЕ левобережья Днестра                                 |
| Рашковский сельсовет                                           | ★ село Рашков (село Рашково)                                    | Село Рашков (рум. Raşcov) в составе коммуны Рашков, входящей в АТЕ левобережья Днестра                                        |
| Рашковский сельсовет                                           | село Янтарное                                                   | Село Янтарное (рум. Iantarnoe) в составе коммуны Рашков, входящей в АТЕ левобережья Днестра                                   |
| Ротарский сельсовет                                            | село Боданы                                                     | Село Бодень (рум. Bodeni) в составе коммуны Ротарь, входящей в АТЕ левобережья Днестра                                        |
| Ротарский сельсовет                                            | ★ село Ротар                                                    | Село Ротарь (рум. Rotari) в составе коммуны Ротарь, входящей в АТЕ левобережья Днестра                                        |
| Ротарский сельсовет                                            | село Соколовка                                                  | Село Соколовка (рум. Socolovca) в составе коммуны Ротарь, входящей в АТЕ левобережья Днестра                                  |
| Севериновский сельсовет                                        | ★ село Севериновка                                              | Село Севериновка (рум. Severinovca) в составе АТЕ левобережья Днестра                                                         |
| Слобода-Рашковский сельсовет                                   | ★ село Слобода-Рашково                                          | Село Слобозия-Рашков (рум. Slobozia-Raşcov) в составе АТЕ левобережья Днестра                                                 |
| Хрустовской сельсовет                                          | ★ село Хрустовая                                                | Село Христофоровка (рум. Hristoforovca) в составе АТЕ левобережья Днестра                                                     |
| Рыбницкий район                                                |                                                                 | |
| Андреевский сельсовет                                          | ★ село Андреевка                                                | Село Андреевка (рум. Andreevca) в составе коммуны Андреевка, входящей в АТЕ левобережья Днестра                               |
| Андреевский сельсовет                                          | село Пыкалово                                                   | Село Пыкалова (рум. Pîcalova) в составе коммуны Андреевка, входящей в АТЕ левобережья Днестра                                 |
| Андреевский сельсовет                                          | село Шмалена                                                    | Село Шмалена (рум. Şmalena) в составе коммуны Андреевка, входящей в АТЕ левобережья Днестра                                   |
| Белочинский сельсовет                                          | ★ село Белочи                                                   | Село Белочь (рум. Beloci) в составе АТЕ левобережья Днестра                                                                   |
| Большемолокишский сельсовет (Больше-Молокишский сельсовет)     | ★ село Большой Молокиш                                          | Село Молокишул Маре (рум. Molochişul Mare) в составе АТЕ левобережья Днестра                                                  |
| Броштянский сельсовет                                          | ★ село Броштяны                                                 | Село Броштень (рум. Broşteni) в составе АТЕ левобережья Днестра                                                               |
| Бутучанский сельсовет                                          | ★ село Бутучаны                                                 | Село Бутучень (рум. Butuceni) в составе АТЕ левобережья Днестра                                                               |
| Вадатурковский сельсовет                                       | ★ село Вадатурково (село Вадул-Туркулуй)                        | Село Вадул Туркулуй (рум. Vadul Turcului) в составе коммуны Вадул Туркулуй, входящей в АТЕ левобережья Днестра                |
| Воронковский сельсовет                                         | село Буськи                                                     | Село Буски (рум. Buschi) в составе коммуны Вэрэнкэу, входящей в АТЕ левобережья Днестра                                       |
| Воронковский сельсовет                                         | ★ село Воронково                                                | Село Вэрэнкэу (рум. Vărăncău) в составе коммуны Вэрэнкэу, входящей в АТЕ левобережья Днестра                                  |
| Воронковский сельсовет                                         | село Гершуновка                                                 | Село Гершуновка (рум. Gherşunovca) в составе коммуны Вэрэнкэу, входящей в АТЕ левобережья Днестра                             |
| Выхватинецкий сельсовет                                        | ★ село Выхватинцы                                               | Село Офатинць (рум. Ofatinţi) в составе коммуны Офатинць, входящей в АТЕ левобережья Днестра                                  |
| Выхватинецкий сельсовет                                        | село Новая Жизнь                                                | Село Новая Жизнь (рум. Novaia Jizni) в составе коммуны Офатинць, входящей в АТЕ левобережья Днестра                           |
| Гарабский сельсовет                                            | ★ село Гараба                                                   | Село Хараба (рум. Haraba) в составе АТЕ левобережья Днестра                                                                   |
| Гидиримский сельсовет                                          | ★ село Гидирим                                                  | Село Гидирим (рум. Ghidirim) в составе АТЕ левобережья Днестра                                                                |
| Ержовский сельсовет                                            | ★ село Ержово                                                   | Село Хыржэу (рум. Hîrjău) в составе коммуны Хыржэу, входящей в АТЕ левобережья Днестра                                        |
| Ержовский сельсовет                                            | село Сарацей (село Сарацея село Сарэцей)                        | Село Сэрэцей (рум. Sărăţei) в составе коммуны Хыржэу, входящей в АТЕ левобережья Днестра                                      |
| Журский сельсовет                                              | ★ село Жура                                                     | Село Жура (рум. Jura) в составе АТЕ левобережья Днестра                                                                       |
| Колбаснянский сельсовет                                        | посёлок ж/д станции Колбасна                                    | Населённый пункт ж/д станции Кобасна (рум. Cobasna) в составе коммуны Кобасна, входящей в АТЕ левобережья Днестра             |
| Колбаснянский сельсовет                                        | ★ село Колбасна                                                 | Село Кобасна (рум. Cobasna) в составе коммуны Кобасна, входящей в АТЕ левобережья Днестра                                     |
| Колбаснянский сельсовет                                        | село Сухая Рыбница                                              | Село Сухая Рыбница (рум. Suhaia Rîbniţa) в составе коммуны Кобасна, входящей в АТЕ левобережья Днестра                        |
| Красненьский сельсовет                                         | село Димитрово (село Дмитровка село Димитрова)                  | Село Димитрова (рум. Dimitrova) в составе коммуны Красненькое, входящей в АТЕ левобережья Днестра                             |
| Красненьский сельсовет                                         | село Ивановка                                                   | Село Ивановка (рум. Ivanovca) в составе коммуны Красненькое, входящей в АТЕ левобережья Днестра                               |
| Красненьский сельсовет                                         | ★ село Красненькое                                              | Село Красненькое (рум. Crasnencoe) в составе коммуны Красненькое, входящей в АТЕ левобережья Днестра                          |
| Ленинский сельсовет                                            | село Ленино                                                     | Село Ленин (рум. Lenin) в составе коммуны Ленин, входящей в АТЕ левобережья Днестра                                           |
| Ленинский сельсовет                                            | село Первомайск                                                 | Село Первомайск (рум. Pervomaisc) в составе коммуны Ленин, входящей в АТЕ левобережья Днестра                                 |
| Ленинский сельсовет                                            | село Победа                                                     | Село Победа (рум. Pobeda) в составе коммуны Ленин, входящей в АТЕ левобережья Днестра                                         |
| Ленинский сельсовет                                            | ★ село Станиславка                                              | Село Станиславка (рум. Stanislavca) в составе коммуны Ленин, входящей в АТЕ левобережья Днестра                               |
| Мало-Молокишский сельсовет                                     | ★ село Малый Молокиш                                            | Село Молокишул Мик (рум. Molochişul Mic) в составе коммуны Вадул Туркулуй, входящей в АТЕ левобережья Днестра                 |
| Михайловский сельсовет                                         | ★ село Михайловка                                               | Село Михайловка (рум. Mihailovca) в составе АТЕ левобережья Днестра                                                           |
| Мокрянский сельсовет                                           | село Бессарабка (село Бесарабка)                                | Село Басарабка (рум. Basarabca) в составе коммуны Мокра, входящей в АТЕ левобережья Днестра                                   |
| Мокрянский сельсовет                                           | село Запорожец (село Запорожка)                                 | Село Запорожец (рум. Zaporojeţ) в составе коммуны Мокра, входящей в АТЕ левобережья Днестра                                   |
| Мокрянский сельсовет                                           | ★ село Мокра                                                    | Село Мокра (рум. Mocra) в составе коммуны Мокра, входящей в АТЕ левобережья Днестра                                           |
| Мокрянский сельсовет                                           | село Шевченко                                                   | Село Шевченко (рум. Şevcenco) в составе коммуны Мокра, входящей в АТЕ левобережья Днестра                                     |
| Плотьянский сельсовет                                          | ★ село Плоть                                                    | Село Плопь (рум. Plopi) в составе АТЕ левобережья Днестра                                                                     |
| Попенкский сельсовет (Попенский сельсовет)                     | село Владимировка                                               | Село Владимировка (рум. Vladimirovca) в составе коммуны Попенку, входящей в АТЕ левобережья Днестра                           |
| Попенкский сельсовет (Попенский сельсовет)                     | село Зозуляны                                                   | Село Зэзулень (рум. Zăzuleni) в составе коммуны Попенку, входящей в АТЕ левобережья Днестра                                   |
| Попенкский сельсовет (Попенский сельсовет)                     | село Кирово                                                     | Село Киров (рум. Chirov) в составе коммуны Попенку, входящей в АТЕ левобережья Днестра                                        |
| Попенкский сельсовет (Попенский сельсовет)                     | ★ село Попенки                                                  | Село Попенку (рум. Popencu) в составе коммуны Попенку, входящей в АТЕ левобережья Днестра                                     |
| Советский сельсовет                                            | село Васильевка (село Васильевна)                               | Село Васильевка (рум. Vasilievca) в составе коммуны Советское, входящей в АТЕ левобережья Днестра                             |
| Советский сельсовет                                            | ★ село Советское                                                | Село Советское (рум. Sovietscoe) в составе коммуны Советское, входящей в АТЕ левобережья Днестра                              |
| Строенецкий сельсовет                                          | ★ село Строенцы                                                 | Село Строешть (рум. Stroieşti) в составе АТЕ левобережья Днестра                                                              |
| Ульманский сельсовет (Ульминский сельсовет Ульмский сельсовет) | село Лысая Гора                                                 | Село Лысая Гора (рум. Lîsaia Gora) в составе коммуны Улму, входящей в АТЕ левобережья Днестра                                 |
| Ульманский сельсовет (Ульминский сельсовет Ульмский сельсовет) | село Малая Ульма                                                | Село Улмул Мик (рум. Ulmul Mic) в составе коммуны Улму, входящей в АТЕ левобережья Днестра                                    |
| Ульманский сельсовет (Ульминский сельсовет Ульмский сельсовет) | село Новая Михайловка                                           | Село Михайловка Ноуэ (рум. Mihailovca Nouă) в составе коммуны Хыржэу, входящей в АТЕ левобережья Днестра                      |
| Ульманский сельсовет (Ульминский сельсовет Ульмский сельсовет) | ★ село Ульма                                                    | Село Улму (рум. Ulmu) в составе коммуны Улму, входящей в АТЕ левобережья Днестра                                              |
| Слободзейский район                                            |                                                                 | |
| город Слободзея                                                | город Слободзея                                                 | Город Слобозия (рум. Slobozia) в составе АТЕ левобережья Днестра                                                              |
| посёлок Красное                                                | посёлок Красное                                                 | Город Красное (рум. Crasnoe) в составе АТЕ левобережья Днестра                                                                |
| посёлок Первомайск                                             | посёлок Первомайск                                              | Село Первомайск (рум. Pervomaisc) в составе АТЕ левобережья Днестра                                                           |
| посёлок Первомайск                                             | посёлок ж/д станции Ливада                                      | Отсутствует в Законе «Об административно-территориальном устройстве Республики Молдова»                                       |
| Ближне-Хуторский сельсовет                                     | ★ село Ближний Хутор                                            | Село Ближний Хутор (рум. Blijnii Hutor) в составе АТЕ левобережья Днестра                                                     |
| Владимировский сельсовет (Владимирский сельсовет)              | ★ село Владимировка                                             | Село Владимировка (рум. Vladimirovca) в составе коммуны Владимировка, входящей в АТЕ левобережья Днестра                      |
| Владимировский сельсовет (Владимирский сельсовет)              | село Константиновка                                             | Село Константиновка (рум. Constantinovca) в составе коммуны Владимировка, входящей в АТЕ левобережья Днестра                  |
| Владимировский сельсовет (Владимирский сельсовет)              | село Никольское                                                 | Село Никольское (рум. Nicolscoe) в составе коммуны Владимировка, входящей в АТЕ левобережья Днестра                           |
| Глинойский сельсовет                                           | ★ село Глиное                                                   | Село Хлиная (рум. Hlinaia) в составе АТЕ левобережья Днестра                                                                  |
| Карагашский сельсовет                                          | ★ село Карагаш                                                  | Село Карагаш (рум. Caragaş) в составе АТЕ левобережья Днестра                                                                 |
| Кицканский сельсовет                                           | ★ село Кицканы                                                  | Село Кицкань (рум. Chiţcani) в составе коммуны Кицкань, входящей в район Кэушень                                              |
| Кицканский сельсовет                                           | село Меренешты                                                  | Село Меренешть (рум. Mereneşti) в составе коммуны Кицкань, входящей в район Кэушень                                           |
| Копанский сельсовет                                            | ★ село Копанка                                                  | Село Копанка (рум. Copanca) в составе района Кэушень                                                                          |
| Коротнянский сельсовет                                         | ★ село Коротное (село Короткое)                                 | Село Коротна (рум. Corotna) в составе АТЕ левобережья Днестра                                                                 |
| Незавертайловский сельсовет                                    | ★ село Незавертайловка                                          | Село Незавертайловка (рум. Nezavertailovca) в составе АТЕ левобережья Днестра                                                 |
| Парканский сельсовет                                           | ★ село Парканы                                                  | Село Паркань (рум. Parcani) в составе АТЕ левобережья Днестра                                                                 |
| Суклейский сельсовет                                           | ★ село Суклея                                                   | Село Суклея (рум. Sucleia) в составе АТЕ левобережья Днестра                                                                  |
| Терновский сельсовет                                           | ★ село Терновка (село Тырнаука)                                 | Село Тырнаука (рум. Tîrnauca) в составе АТЕ левобережья Днестра                                                               |
| Фрунзенский сельсовет (Фрунзевский сельсовет)                  | посёлок ж/д станции Новосавицкая                                | Населённый пункт ж/д станции Новосавицкая (рум. Novosaviţcaia) в составе коммуны Фрунзэ, входящей в АТЕ левобережья Днестра   |
| Фрунзенский сельсовет (Фрунзевский сельсовет)                  | село Ново-Котовск                                               | Село Новокотовск (рум. Novocotovsc) в составе коммуны Фрунзэ, входящей в АТЕ левобережья Днестра                              |
| Фрунзенский сельсовет (Фрунзевский сельсовет)                  | село Новая Андрияшевка                                          | Село Андрияшевка Ноуэ (рум. Andriaşevca Nouă) в составе коммуны Фрунзэ, входящей в АТЕ левобережья Днестра                    |
| Фрунзенский сельсовет (Фрунзевский сельсовет)                  | село Приозёрное                                                 | Село Приозёрное (рум. Prioziornoe) в составе коммуны Фрунзэ, входящей в АТЕ левобережья Днестра                               |
| Фрунзенский сельсовет (Фрунзевский сельсовет)                  | село Старая Андрияшевка                                         | Село Андрияшевка Веке (рум. Andriaşevca Veche) в составе коммуны Фрунзэ, входящей в АТЕ левобережья Днестра                   |
| Фрунзенский сельсовет (Фрунзевский сельсовет)                  | село Уютное                                                     | Село Уютное (рум. Uiutnoe) в составе коммуны Фрунзэ, входящей в АТЕ левобережья Днестра                                       |
| Фрунзенский сельсовет (Фрунзевский сельсовет)                  | ★ село Фрунзе                                                   | Село Фрунзэ (рум. Frunză) в составе коммуны Фрунзэ, входящей в АТЕ левобережья Днестра                                        |
| Чобручский сельсовет                                           | ★ село Чобручи                                                  | Село Чобурчиу (рум. Cioburciu) в составе АТЕ левобережья Днестра                                                              |
| Чобручский сельсовет                                           | посёлок ж/д станции 47 км                                       | Отсутствует в Законе «Об административно-территориальном устройстве Республики Молдова»                                       |

### Упразднённые населённые пункты
| Название                    | Статус в законодательстве ПМР | Название и статус в законодательстве Республики Молдова |
| --------------------------- | --- | --- |
| Григориопольский район      | | |
| село Бруслаки               | 4 октября 2018 года сёла были упразднены и присоединены к селу Гыртоп (присутствовали в реестре до редакции от 27 марта 2019 года)                                                                      | Село Бруслаки (рум. Bruslachi) в составе коммуны Хыртоп, входящей в АТЕ левобережья Днестра                                                                                |
| село Мокряки                | 4 октября 2018 года сёла были упразднены и присоединены к селу Гыртоп (присутствовали в реестре до редакции от 27 марта 2019 года)                                                                      | Село Мокряки (рум. Mocreachi) в составе коммуны Хыртоп, входящей в АТЕ левобережья Днестра                                                                                 |
| Дубоссарский район          | | |
| село Лунга                  | 11 июля 2009 года село было упразднено и присоединено к городу Дубоссары (присутствовало в реестре до редакции от 27 марта 2019 года)                                                                   | Село Лунга (рум. Lunga) в составе АТЕ левобережья Днестра |
| Каменский район             | | |
| посёлок ж/д станции Каменка | Отсутствует в текущей редакции Государственного реестра «Административно-территориальное устройство Приднестровской Молдавской Республики» (присутствовал в реестре до редакции от 27 марта 2019 года)  | Отсутствует в Законе «Об административно-территориальном устройстве Республики Молдова»                                                                                    |
| Рыбницкий район             | | |
| село Журка                  | Отсутствует в текущей редакции Государственного реестра «Административно-территориальное устройство Приднестровской Молдавской Республики» (присутствовало в реестре до редакции от 27 марта 2019 года) | 25 марта 1987 года село Журка (рум. Jurca) было упразднено и присоединено к селу Михайловка, входившему в состав Михайловского сельсовета Рыбницкого района Молдавской ССР |
| Слободзейский район         | | |
| село Загорное               | 3 апреля 2018 года село было упразднено и присоединено к селу Кицканы (присутствовало в реестре до редакции от 8 мая 2018 года)                                                                         | Село Захорна (рум. Zahorna) в составе коммуны Кицкань, входящей в район Кэушень                                                                                            |

### Населённые пункты согласно молдавскому законодательству
| Название                  | Статус в законодательстве Республики Молдова              | Название и статус в законодательстве ПМР                                      |
| ------------------------- | --------------------------------------------------------- | ----------------------------------------------------------------------------- |
| Дубоссарский район        |                                                           |                                                                               |
| село Коржова рум. Corjova | Село в составе коммуны Коржова, входящей в район Дубэсарь | Микрорайон Коржево в составе города Дубоссары, входящего в Дубоссарский район |
| село Махала рум. Mahala   | Село в составе коммуны Коржова, входящей в район Дубэсарь | Микрорайон Магала в составе города Дубоссары, входящего в Дубоссарский район  |